# Francisco Cabeza López
Francisco Cabeza López (Málaga, 13 de septiembre de 1926 - 3 de abril de 2020) fue un político del periodo franquista y abogado español. 

## Biografía
Fue subjefe provincial del Movimiento en la provincia de Málaga hasta el 18 de abril de 1976. y presidente del consejo provincial del Instituto Nacional de Previsión en Málaga durante siete años, en los que impulsó la construcción del Hospital Materno Infantil. Fue elegido presidente de la Diputación de Málaga en febrero de 1976. Accedió al cargo como resultado de unas reñidas elecciones a las que también se presentó el entonces presidente Francisco de la Torre Prados. En primera vuelta hubo 9 votos a favor de Francisco Cabeza, 8 a favor de Francisco de la Torre y 1 voto en blanco. Al no tener mayoría absoluta fue necesaria una segunda vuelta, donde ambos candidatos obtuvieron 9 votos. Al ser Francisco Cabeza el candidato con mayor edad y siguiendo la normativa vigente, fue proclamado presidente de la Diputación de Málaga.
Durante su presidencia, el 4 de diciembre de 1977, tuvo lugar una manifestación por el día de Andalucía, en la que se produjeron disturbios, al ondear en el balcón provincial solo la bandera nacional y no la blanca y verde, en los que se produjo la muerte de un joven. El mismo día 4 Francisco Cabeza López presentó su dimisión, pasando a ocupar el cargo su vicepresidente.
Fue también procurador en Cortes, como representante de la propia Diputación y fue uno de los 59 procuradores que votaron el 18 de noviembre de 1976 en contra del proyecto de Ley para la Reforma Política que proponía la derogación de los Principios Fundamentales del Movimiento.